# Andrew McNeilly
Andrew McNeilly (ur. 26 grudnia 1972 w Toronto) – trynidadzko-tobagijski bobsleista. Uczestnik Zimowych Igrzysk Olimpijskich 2002 w Salt Lake City, gdzie wraz z Gregorem Sunem zdobył 37., ostatnie miejsce wśród załóg, które dotarły do mety. Na tych zawodach został zastąpiony przez Errola Aguilerę po drugim zjeździe.